# Jony Dumon
Jony Dumon, ook wel Johnny Dumon (15 december 1946) is een Belgische voormalige atleet, die gespecialiseerd was in de lange afstand en het veldlopen. Hij werd tweemaal Belgisch kampioen.

## Biografie
Jony Dumon won in 1965 de Landencross bij de junioren. Het jaar nadien werd hij zesde. In 1967 en 1968 werd hij Belgisch kampioen op de 5000 m.
Dumon startte bij Diest Atletiekclub. Hij stapte samen met zijn trainer Frans Borremans over naar FC Luik. Ze trainden samen met verschillende Limburgse atleten in Halen. Met die club werd hij in 1968 Belgisch interclubkampioen.

## Belgische kampioenschappen
| onderdeel | jaar       |
| --------- | ---------- |
| 5000 m    | 1967, 1968 |

## Persoonlijke records
| Onderdeel | Prestatie | Datum             | Plaats    |
| --------- | --------- | ----------------- | --------- |
| 3000 m    | 8.02,0    | 12 mei 1968       | Tourcoing |
| 5000 m    | 13.56,8   | 19 september 1968 | Cointe    |
| 10.000 m  | 29.39,8   |                   |           |

## Palmares

### 5000 m
- 1966:  BK AC - 14.12,4
- 1967:  BK AC - 14.11,4
- 1968:  BK AC - 14.13,0

### veldlopen
- 1965:  Landencross junioren in Oostende
- 1966: 6e Landencross junioren in Rabat
- 1967: DNF Landencross in Barry
- 1970: 49e Landencross in Vichy